# Гуркало
Гу́ркало (укр. Гу́ркало) — водопад в Стрыйском районе Львовской области Украины. Расположен в 3 км на юго-запад от села Корчин на реке Большая Речка, правом притоке реки Стрый в месте прорыва палеогеновых песчаников. Высота водопада — 5 метров.
Водопад Гуркало расположен на территории Национального природного парка «Сколевские Бескиды» и является гидрологическим памятником природы.

## География
Водопад расположен на территории Национального природного парка «Сколевские Бескиды».
Высота падения воды — 5 м, тип — блок. Высота над уровнем моря — 570 м. Водопад состоит из одного каскада, разделённого скальным выступом на два потока, один из которых более полноводный; в засушливый период менее полноводный поток почти исчезает. У подножья водопада есть водобойный котёл около 10 м в диаметре, глубина воды в котором достигает 2 м.
Выше по течению реки есть перекаты, которые местное население считает за отдельный водопад и называет Малым Гуркалом. От села Крушельницы до водопада ведет маркированная туристическая тропа.